# Georgette Garou
Pour les articles homonymes, voir Garou (homonymie).
Georgette Garou est un roman de Dominique Dunois publié en 1928 aux éditions Calmann-Lévy et ayant reçu la même année le prix Femina.

## Résumé
Georgette Garou est une jeune paysanne qui vit avec sa grand-mère à Sublaines, un petit village de Touraine. Elle épouse Didier, le domestique qui travaille à la ferme, un homme fiable et travailleur. Très vite, ils essaient d'avoir un enfant, pour que les terres de la ferme restent dans la famille. Seulement, l'enfant ne vient pas. Georgette se résigne alors à coucher avec un fermier du village, déjà père d'une dizaine d'enfants. Elle y voit la garantie de tomber enceinte. Or, un groupe d'enfants les surprend.
Georgette tombe bien enceinte et donne naissance à Jean. Mais la rumeur court dans le village. Georgette s'en moque, car elle sait qu'elle a couché avec cet homme uniquement pour le bien de sa famille. Mais en grandissant, son fils apprend ses rumeurs et se détourne peu à peu d'elle, pour se rapprocher de Didier. Georgette se sent de plus en plus isolée : sa grand-mère est morte, son mari (qui ne la défend pas) et son fils semblent ligués contre elle, les voisins n'ont pas de considération pour elle.
Un jour, elle se rend au marché dans le village d'à-côté et elle y rencontre un fondeur belge, Gustave, qui va devenir son amant. Elle comprend alors que ce qu'elle a vécu jusque-là avec Didier, ce n'était pas de l'amour, mais un mariage par intérêt. Lorsque Gustave perd son emploi, il lui propose de partir tous les deux.

## Éditions
- Georgette Garou, éditions Calmann-Lévy, 1928.